# Кейпенхерст
Кейпенхерст — деревня и гражданский приход в Честере в унитарной области Чеширского Уэста и Честера и церемониального графства Чешир, Англия. Согласно переписи 2001 года, население Кейпенхерста составляло 237 человек, по переписи 2011 года — 380 человек.

## История
Кейпенхерст был населённым пунктом в округе Шотвик в Виррал-Хандред и включал в себя части деревень Дюнкерк и Ту-Миллс. Население составляло 147 человек в 1801 году, 148 человек в 1851 году, 159 человек в 1901 году, 253 человека в 1951 году и 237 человек в 2001 году.

## Описание
В Кейпенхерсте находится завод по обогащению урана, принадлежащий Urenco Group. Ожидается, что в 2018 году будет введен в эксплуатацию новый объект управления хвостами ядерного обогащения.
По соседству, но отдельно от него, находится Технологический парк Кейпенхерст. Сюда входят EA Technology (ранее — Исследовательский центр Совета по электроэнергии до приватизации электроэнергетической отрасли Великобритании) и другие дочерние компании.
В деревне Кейпенхерстт есть собственная железнодорожная станция на линии Wirral сети Merseyrail.
Местная любительская футбольная команда Capenhurst Villa играет в лиге Carlsberg West Cheshire League. Местная команда Союза регби играет в дивизионе Южный Ланкс и Чешир 3. В деревне также есть крикетный клуб, состоящий из двух субботних команд, которые в настоящее время играют в Дивизионе 3 (1-й XI) и 5W (2-й XI) Альянса по крикету Чешира. Все три спортивные команды делят спортивные поля и павильон Кейпенхерста.

## Башня Кейпенхерст
В 1999 году журналист Дункан Кэмпбелл опубликовал утверждение, что 50-метровая башня на территории завода по обогащению урана использовалась для перехвата телефонных разговоров, передаваемых с помощью микроволн между вышками British Telecom в Гвэнисгор, Клуид и Пэйл-Хайтс, недалеко от Честера. Кэмпбелл утверждал, что перехват осуществлялся Главным управлением правительственной связи (GCHQ), от временной установки на крыше завода до ввода башни в эксплуатацию в 1990 году.
Основным маршрутом для телефонных звонков между Ирландией и Соединенным Королевством был подводный оптоволоконный кабель UK-Ireland 1, который выходил на берег в Холихеде, Англси, а затем сигнал передавался по микроволновой линии. Кэмпбелл утверждал, что звонки отслеживались GCHQ до 1998 года, когда была изменена ирландская телекоммуникационная система.
Башню снесли в 2004 году.